# Половинники
Половинники (укр. Половинники) — село в Староконстантиновском районе Хмельницкой области Украины.
Население по переписи 2001 года составляло 214 человек. Почтовый индекс — 31130. Телефонный код — 3854. Занимает площадь 0,877 км². Код КОАТУУ — 6824282609.

## Местный совет
31131, Хмельницкая обл., Староконстантиновский р-н, с. Огиевцы